# Esso Atlantic
Le pétrolier Esso Atlantic était un des plus grands navires au monde. Construit en 1977 par les chantiers Hitachi-Zosen à Nagusa au Japon, il navigue d’abord pour la compagnie Esso puis est transféré à l’armateur grec Ceres Hellenic Shipping et renommé Kapetan Giannis. 
Esso Atlantique a été utilisée pour la recherche sur le changement climatique,.
Il est vendu en 2002 pour être démoli au Pakistan.
Il avait pour sister-ship l’Esso Pacific ; ils formaient la 3e classe de navires les plus grands au monde, après le Knock Nevis et la classe des Batillus.

## Source
- Esso Atlantic par Auke Visser.